# Mycetophila lunata
Mycetophila lunata är en tvåvingeart som beskrevs av Johann Wilhelm Meigen 1804. Mycetophila lunata ingår i släktet Mycetophila och familjen svampmyggor. Det är osäkert om arten förekommer i Sverige. Inga underarter finns listade i Catalogue of Life.